# Taekwondo na Letních olympijských hrách 2000
Taekwondo zažilo na Letních olympijských hrách 2000 svou olympijskou premiéru. Soutěže se konaly od 27. do 30. září v Státním sportovním středisku (anglicky State Sports Centre) v Olympijském parku v Homebush Bay.

## Průběh soutěží
Po zařazení do programu olympijských her v Soulu v roce 1988 a olympiády 1992 v Barceloně jako ukázkový sport, bylo taekwondo schváleno jako oficiální olympijský sport v roce 1994 na 103. zasedání Mezinárodního olympijského výboru v Paříži.
Stříbrná medailistka z pérové váhy Trần Hiếu Ngân byla první sportovkyní z Vietnamu, která kdy získala olympijskou medaili.
Soutěže poznamenaly spory o výsledky. Dán Muhammed Dahmani protestoval proti výsledku svého zápasu prvního kola welterové váhy do 80 kg tím, že odmítl opustit žíněnku a musel být vyveden. Francouz Pascal Gentil neúspěšně podal formální protest proti výsledku semifinále těžké váhy nad 80 kg proti Korejci Kimovi. Australanka Lauren Burnsová vyhrála v semifinále nad mistryní světa Ťi Šu-žu z Tchaj-wanu, i když zápas skončil 3:3 a rozhodnout měla podle regulí náhlá smrt. Když se totéž stalo ve finále mužské pérové váhy (do 68 kg) a kolumbijský rozhodčí Flavio Pérez za konečného stavu 1:1 odebral jeden bod Korejci Sinovi za dříve udělené dva trestné půlbody, byl sice potrestán tím, že rok nesměl rozhodovat žádné soutěže, ale výsledek zůstal v platnosti.

## Medailisté

### Muži
| Kategorie | Zlato               | Stříbro               | Bronz                  |
| --------- | ------------------- | --------------------- | ---------------------- |
| do 58 kg  | Michail Mouroutsos  | Gabriel Esparza Pérez | Chuang Č’-siung        |
| do 68 kg  | Steven Lopez        | Sin Čun-sik           | Hadi Saeibonehkohal    |
| do 80 kg  | Angel Matos Fuentes | Faissal Ebnoutalib    | Victor Estrada Garibay |
| nad 80 kg | Kim Kjong-hun       | Daniel Trenton        | Pascal Gentil          |

### Ženy
| Kategorie | Zlato           | Stříbro            | Bronz                 |
| --------- | --------------- | ------------------ | --------------------- |
| do 49 kg  | Lauren Burnsová | Urbia Meléndez     | Ťi Šu-žu              |
| do 57 kg  | Čong Če-un      | Trần Hiếu Ngân     | Hamide Bikcinová      |
| do 67 kg  | I Son-hui       | Trude Gundersenová | Joriko Okamotová      |
| nad 67 kg | Čchen Čung      | Natalja Ivanovová  | Dominique Bosshartová |

## Přehled medailí
| Pořadí | Země                   | Zlato | Stříbro | Bronz | Celkově |
| ------ | ---------------------- | ----- | ------- | ----- | ------- |
| 1.     | Jižní Korea            | 3     | 1       | 0     | 4       |
| 2.     | Kuba                   | 1     | 1       | 0     | 2       |
| 3.     | Austrálie              | 1     | 1       | 0     | 2       |
| 4.     | Řecko                  | 1     | 0       | 0     | 1       |
| 5.     | Spojené státy americké | 1     | 0       | 0     | 1       |
| 6.     | Čína                   | 1     | 0       | 0     | 1       |
| 7.     | Španělsko              | 0     | 1       | 0     | 1       |
| 8.     | Německo                | 0     | 1       | 0     | 1       |
| 9.     | Norsko                 | 0     | 1       | 0     | 1       |
| 10.    | Vietnam                | 0     | 1       | 0     | 1       |
| 11.    | Rusko                  | 0     | 1       | 0     | 1       |
| 12.    | Tchaj-wan              | 0     | 0       | 2     | 2       |
| 13.    | Mexiko                 | 0     | 0       | 1     | 1       |
| 14.    | Francie                | 0     | 0       | 1     | 1       |
| 15.    | Írán                   | 0     | 0       | 1     | 1       |
| 16.    | Turecko                | 0     | 0       | 1     | 1       |
| 17.    | Japonsko               | 0     | 0       | 1     | 1       |
| 18.    | Kanada                 | 0     | 0       | 1     | 1       |
| Celkem | Celkem                 | 8     | 8       | 8     | 24      |